# صيفار
صيفار هي قرية في مقاطعة ورزقان، إيران. عدد سكان هذه القرية هو 321 في سنة 2006.